# Пешозеро
Пешозеро — озеро на территории Онежского района Архангельской области.

## Общие сведения
Площадь озера — 1,8 км², площадь водосборного бассейна — 29,1 км². Располагается на высоте 183,2 метров над уровнем моря.
Форма озера лопастная, продолговатая: вытянуто с северо-востока на юго-запад. Берега заболоченные.
Через озеро протекает Пешручей, впадающий в реку Нюхчу недалеко от Нюхчозера, из которого берёт начало Нюхча. Нюхча впадает в Онежскую губу Белого моря (Поморский берег).
По центру озера расположен один относительно крупный (по масштабам водоёма) остров без названия.
Код объекта в государственном водном реестре — 02020001411102000009162.